# Polk (Ohio)
Pour les articles homonymes, voir Polk.
Polk est un village américain situé dans le comté d'Ashland, dans l'Ohio. Selon le recensement de 2010, sa population est de 336 habitants.